# Георги Делев
Георги Делев или Делов (на английски: George Deloff) е български общественик и революционер, деец на Вътрешната македоно-одринска революционна организация.

## Биография
Георги Делев е роден през 1874 година във воденското село Острово, тогава в Османската империя, днес в Гърция. Присъединява се към ВМОРО и е ръководител на Островския революционен. Арестуван е от властите по съмнение за участие в бомбен атентат, но 2 години по-късно е амнистиран. През 1909 година емигрира в САЩ, като в Индианаполис развива ресторантски бизнес. Активен член и неколкократен председател е на македоно-българската църковна община „Свети Стефан“ в Индианаполис и на МПО „Даме Груев“.